# Castello di Battifollo
Il castello di Battifollo (o Torre Medioevale di Battifollo) è una struttura architettonica medioevale situata in comune di Battifollo, nell'alta Val Tanaro).

## Storia

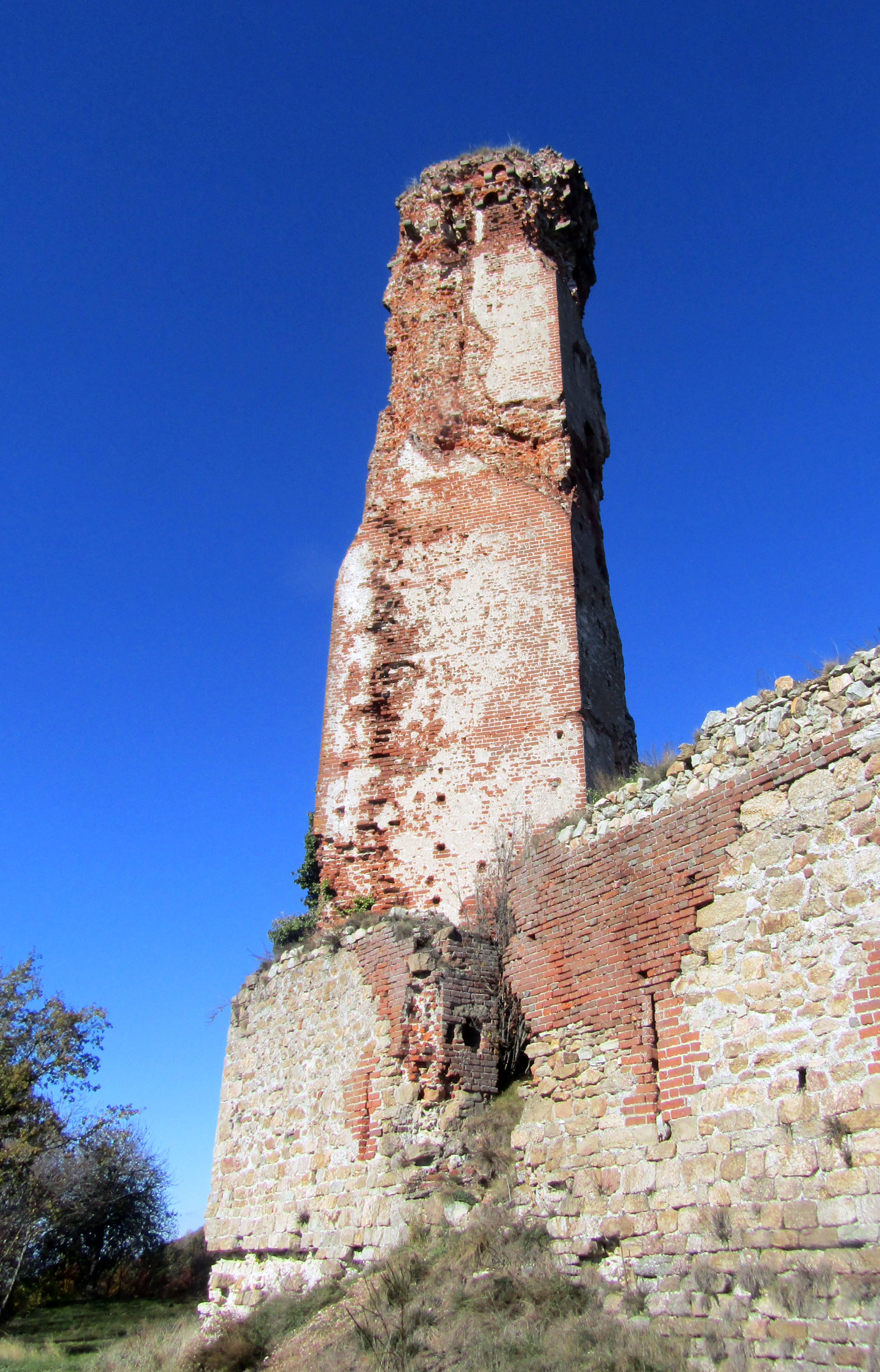
La torre

Il borgo di Battifollo si costituì probabilmente attorno ad alcune fortificazioni difensive nel periodo alto-medioevale e la presenza di un castello viene menzionala per la prima volta nel 1203. A partire dal XIII secolo il marchesato di Ceva prese il controllo del borgo e del castello, che mantenne fino al XVIII secolo. I marchesi del ramo Ceva di Battifollo abitarono ancora l’edificio fino al 1792. Durante le guerre napoleoniche il castello venne semidistrutto dalle truppe francesi guidate dal generale Sèrurier nel 1796.

## Caratteristiche

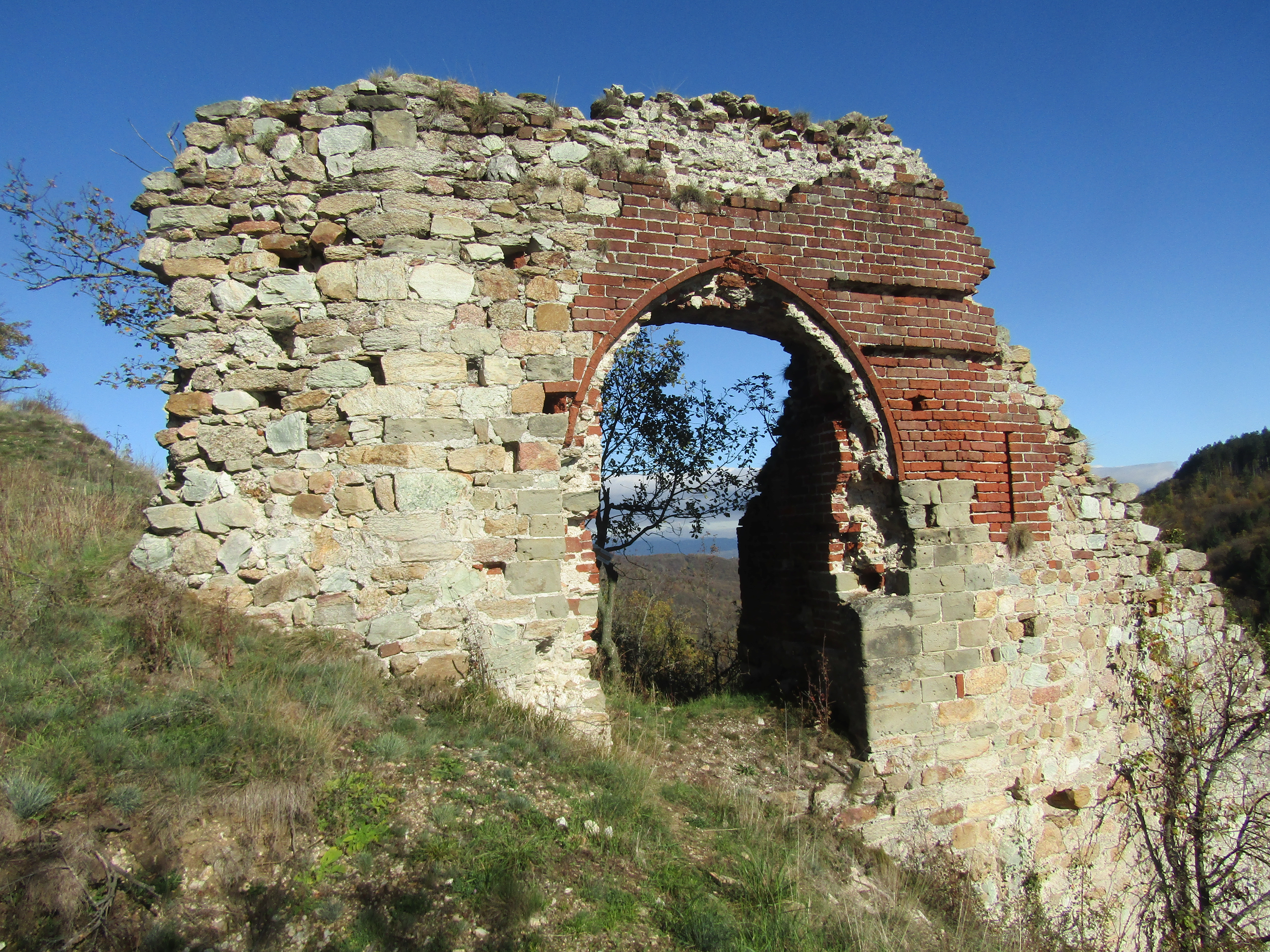
Portale del castello

Il castello si trova al culmine di un rilievo a quota 901, e sovrasta le abitazioni di Battifollo. La posizione rilevata lo rende visibile a grande distanza. Dell'edificio rimangono in piedi una alta torre, parte del maschio e alcune murature perimetrali.